# Île Murray
L'île Murray est une île française de l'archipel des Kerguelen située dans la passe Royale à l'entrée du golfe du Morbihan et au nord-est de la presqu'île Ronarc'h.